# Paradela (Mogadouro)
Paradela is een plaats (freguesia) in de Portugese gemeente Mogadouro en telt 173 inwoners (2001).